# 도화새우
도화새우(Pandalus hypsinotus)는 십각목 생이하목에 속하는 갑각류의 하나이다. 동해 전역에서 베링해까지 수심 100 ~ 200 미터 정도에 서식한다. 물렁가시붉은새우·가시배새우와 함께 ‘독도새우’라는 이름으로도 불린다. 세 종류 중에서 제일 크다.
2017년 11월 7일 도널드 트럼프의 대한민국 방문 때 국빈만찬에 ‘독도새우’라는 이름으로 도화새우가 올라갔다. 이 만찬을 기획한 한윤주는 트럼프가 좋아하는 랍스터와 비슷한 식감이기 때문에 도화새우를 썼다고 밝혔다.
그러나 일본 측의 독도라는 단어 사용에 대한 항의에 미국 정부가 동의하여 후에 독도라는 단어를 삭제했다.
한편 일본에서는 도야마 만에서 주로 잡히기 때문에 ‘도야마 새우’(トヤマエビ)로 부른다.